# Rátonyi Róbert (színművész)
Rátonyi Róbert, született: Reisz (Budapest, 1923. február 18. – Budapest, 1992. október 8.) kétszeres Jászai Mari-díjas magyar színművész, konferanszié, színházi rendező, író, publicista, érdemes és kiváló művész. Gyermekei Rátonyi Hajni színésznő és ifj. Rátonyi Róbert zongoraművész-zeneszerző.

## Életpályája
Zsidó családban született. Felmenői között szerepel Reisz Dávid fűszerkereskedő, és Bronner Miksa, a Westend-kávéház tulajdonosa is, aki először foglalkoztatott kávézójában fekete bőrű zenészeket. Szülei jómódú polgárok voltak, de a szerencse nem mosolygott rájuk hosszan, ezért saját találékonyságukat is latba kellett vetniük életvitelük zökkenőmentes fenntartásához. Fiukat a II. kerületi Érseki Katolikus Gimnáziumba íratták be, amely a legelőkelőbb intézetek egyikének számított a fővárosban, hiszen hercegek, grófok, bárók, nagykereskedők és nagyiparosok gyermekei jártak oda.
Figyeltek fiuk zenei műveltségére is, ezért beíratták a Zeneművészeti Főiskolára, amit 1941-ben végzett el hegedű tanszakon. Ekkor már érdeklődött a színjátszás iránt, ezért egy évvel később jelentkezett Rózsahegyi Kálmán színészképző iskolájába. Rózsahegyi egyszer azt nyilatkozta, hogy a fiatal Rátonyiban megtalálta az új Hamletet. Ezt a szerepet azonban a rendezők soha nem osztották rá. A magyar színjátszás történetébe utolérhetetlen táncos-komikusként vonult be. Szintén Rózsahegyi Kálmán javasolta a Reisz vezetéknevet viselő ifjúnak, hogy magyarosítsa a nevét a zsidótörvényektől terhes időkben nem szerencsés a karrier szempontjából a tipikus izraelita vezetéknév. Így lett az ifjú Reisz Róbertből Rátonyi Róbert.
Véletlenszerűen jött az első kiugrás lehetősége, a Kata, Kitty, Katinka című operett kapcsán, melyben – egy beugrás révén – a nála harminc évvel idősebb Kosáry Emmi partnerét alakította, kiválóan. 1943-ban a Royal Revüszínházhoz szerződött, majd két évvel később a Pódium Kabaré társulati tagja lett. Egy év eltelte után a Művész Színházhoz szegődött, de 1947-ben már a Vígszínház tagja volt. Egy év magyar színházas kitérő után visszatért a Szent István körúti intézményhez, amitől 1950-ben megvált a Fővárosi Operettszínház kedvéért. Ott – kisebb Petőfi, majd Jókai Színházas kitérővel – 1971-ig időzött, de 1968-tól már az Operaházban is játszott. 1972-ben pedig átsétált a Nagymező utca páratlan oldalára, s megtalálta helyét a Thália Színházban.
Az 1944-es német megszállást követően Rátonyi Róbertet behívták katonának. A budaörsi laktanyában rádiósnak képezték, ám hiába a muzikalitása, a rövid morzekurzus nem sokat ér. Nem kérték számon a hiányosságait. Hamarosan – hat nap vonatozás után – Vácon találta magát a századával. Onnan Drégelypalánk felé irányítják a szerelvényt. Végleges úticéljuk Németország volt. Egy őrmester, aki bevonulása óta szimpátiával figyeli, hirtelen odalép Rátonyi Róberthez a döcögő vagonban, közben felrántja a vagonajtót, majd két karjával magához öleli a színészt, s azt kiáltja: „Művészkém, ugrunk!”
A szerencsés földet érés után derül ki, hogy az őrmester a Royal Revüszínházban sokat látta fellépni. Mivel a szökevényekre statárium vonatkozott, a két katonának mégis szerencsésen sikerült visszajutnia a fővárosba. Rátonyi Róbert otthonát, ahogy a környező házakat a gettóban is fapalánk vette körül. Néhány éjszakát egy kávéház szemetesládájában töltött, miközben nyilasok járőröztek az utcákon. Egy nap a Pozsonyi útig sikerült eljutnia. Ott lakott a cseh Bata Cipőgyár magyar vezérképviseletének igazgatója, aki a szekrényében bújtatta.
Rátonyi Róbert a napilapokból értesült, hogy a Pódium Kabaré az első színház, amely az ostrom után megnyílt. Az igazgató Békeffi Gábor, aki édesapja, a dachaui koncentrációs táborba elhurcolt, és onnan soha vissza nem tért Békeffi László elképzelései szerint kívánta működtetni a színházat. A Békeffi László által alapított intézmény a háború előtt, és részben a háború alatt elsősorban az alapító merész háborúellenes konferanszairól, és a közélet eseményeire reagáló szatirikus jelenetekről volt híres. Színészként nem, de plakátragasztóként alkalmazzák. A színész vállalta a megbízatást, s bár hivatalosan titkárként alkalmazták, egy ideig főként plakátokat ragasztott.
Az új kabaréműsor premier előtti főpróbáján kiderül, hogy Herczeg Jenő – Vadnay László Hacsek és Sajó-jeleneteinek első Hacsekja – az ostrom alatt átélt borzalmak hatására idegösszeomlást kapott. Rátonyi Róbert az egyetlen, aki vállalja: az esti bemutatóra átveszi Herczeg szerepét. Békeffi és a színészek hitetlenkedve nézik a fiatal fiút, aztán úgy döntenek: tesznek egy próbát.
Közben eljegyezte magát az operett műfajával, másod-táncoskomikusi minőségben az Operettszínház színpadán debütált, a Napsugárkisasszony című darabban. Azt követte az 1945-ös Sybill, amelyben olyan partnerei voltak, mint Honthy Hanna, Karády Katalin, Sárdy János és Feleki Kamill. De játszott a Makrancos hölgyben, a Szabotál a gólya című előadásban, a Nebántsvirágban Németh Marika, Bilicsi Tivadar és Rátkai Márton partnereként, a Vera és családjában, amiben Verát Karády Katalin alakította. Az így élni jó című operettben bizonyította be, hogy bonvivánnak is remekül beválik. Humoros alakításaival, friss megjelenésével mindig szívesen látott figura volt a színpadon, ezért szinte nem is volt előadás nélküle. A Luxemburg grófja, Boci-boci tarka sikerei után az igazi áttörést minden idők legnépszerűbb magyar operettje, az 1954-es Csárdáskirálynő hozta meg számára. Bóni gróf szerepében lehetősége nyílt egy jellegzetes karakterfigura megoldására. A „Jaj cica, eszem azt a csöpp kis szád…" dal hozzá nőtt. Az előadásokon négyszer is el kellett énekelnie Gyenes Magda partnerével a „Te Rongyos élet” c. dalt.
A Csárdáskirálynő nem csak itthon volt felülmúlhatatlan siker. A Szovjetunióban este kihaltak az utcák, mert a produkciót élőben közvetítette a Rádió és a Moszkvai Televízió. Felléptek az Auróra cirkálón és látta őket Hruscsov is. (A darabot 1975-ben felújították, és több mint 2000 előadást ért meg.) Elképzelhetetlen volt egy szilveszteri műsor nélküle. Rendezőként is csupán az érdekelte, hogy a színész és a néző jól érezze magát.
Közben megházasodott, és 1953 decemberében megszületett a zenei pályára lépő Róbert fiuk, majd két évvel később a szintén színésszé váló Hajni is. Az ő pályaútját pedig olyan darabok szegélyezték, mint a Csintalan csillagok, az 1964-es Nagymama vagy a Lehoczky Zsuzsa partnereként játszott Bál a Savoyban, a My Fair Lady, Marica grófnő, Maya, János vitéz. 1949-től 1971-ig tagja volt a Fővárosi Operettszínháznak, 1971-től haláláig pedig a Thália, valamint az Arizona Színháznál játszott, s közben több más színházban is vendégszerepelt. Sokoldalú művészként tartották számon: népszerű lett mint táncoskomikus, az operett képviselője, ugyanakkor prózai karakterszerepekben is kiválóan helytállt kitűnő jellemábrázoló képességével. A Bábszínházban és kabaréműsorokban is fellépett, volt konferanszié és mint Robi bohóc, a gyermekek kedvence.
Több filmben szerepelt, a rádióban és televízióban előadás-sorozatokat tartott a zenés műfajról, rendszeresen jelentek meg publikációi újságokban és hetilapokban, számos könyvét is kiadták. Külföldön is népszerűségnek örvendett: fellépett többek között a Szovjetunióban, Izraelben, Olaszországban, Görögországban, Egyesült Államokban, Ausztráliában, Angliában, Svédországban. Széles mosolya, huncut kacsintása még akkor is örökre a néző emlékezetébe vésődött, ha az csak egyetlenegyszer látta. Víg kedélye mindenkire átragadt, ezért láthattuk legtöbbször komikusi szerepekben. Mindezek ellenére nem csupán zenés darabokban, hanem prózai előadásokban is elkápráztatta közönségét tehetségével. Megállás nélkül játszott, rendezett és írt. Ismerte a színészet, a színpad törvényeit éppúgy, mint az íráséit.
Számtalan filmben nagy sikerrel szerepelt szinkronszínészként is.
Sokat tudott a színházról, s minden tudását a szórakoztatásnak vetette alá. Mindent szenvedéllyel művelt. A színház mellett sokat utazott, szeretett fényképezni, filmezni, remek riporter volt könyveiben, tévésorozataiban, s művészettörténeti szempontból is fontos összefoglalást írt a számára is annyira kedves opera műfajáról.
Szívesen segített fiatal kollégáinak tehetségük kibontakoztatásában. Rajongóinak mindig igyekezett kedvükben járni, nemcsak színházjegyet, dedikált fényképet, de időnként még pénzt is küldött a hozzá fordulóknak.
Arcának komoly oldalát mutatta meg a Király Színház igazgatójáról (Beöthy László) készült Bal négyes páholy című darabban, melyben könnyfakasztó hitelességgel formálta meg Beöthy László alakját. Nagy ajándéknak tekintette ezt a szerepet, s a nézők sem gondolták másként.

„A bal négyes páholy
még áttűnik távol
a múlt ködén…
Mindig páholyban
Ültem én,
Az élet hullámzó
Nézőterén.”

A Thália nevét felváltotta az Arizona, ahonnan – már betegen – Veszprémbe szerződött, ahol a Petőfi Sándor Színházban a Csárdáskirálynőt készült megrendezni. Ezzel ünnepelte volna 70. születésnapját és az 50. színészi jubileumát. Élete végső percéig dolgozott, készült az új feladatokra. A veszprémi Petőfi Színházban, Molière Tartuffe című művében, Orgon szerepét szerette volna eljátszani, de csak az olvasópróbáig jutott el. A Csárdáskirálynő halhatatlan Bóni grófja, az örök bohém Rátonyi, 69 évesen hunyt el 1992. október 8-án. A Farkasréti temetőben Gálvölgyi János mondott búcsúbeszédet. A Művész Színház 1993. november 14-én létrehozta a Rátonyi-bérletet.

## Főbb szerepei
- Biondello (Shakespeare: A makrancos hölgy)
- Eric (Priestley: Váratlan vendég)
- Fedotyik (Csehov: Három nővér)
- Englisel (Romain: Isten veled, világ)
- Morales (Roblès: A király nevében)
- Klinkó (Kerekes J.: Állami Áruház)
- Brissard (Lehár Ferenc: Luxemburg grófja)
- Bóni (Kálmán Imre: A csárdáskirálynő)
- Don Rodrigo (Kemény Egon: Valahol Délen)
- Az utazó (Druon: Amerikából jöttem)
- Rudi (Fényes Szabolcs: Maya)
- Celesztin (Hervé: Nebáncsvirág)
- Fritz (Jacobi Viktor: Leányvásár)
- MacPhab (Gyulai-Gaál J.–Aszlányi K.–Karinthy F.: Hét pofon)
- Don Quijote (Vészi Endre: Don Quijote utolsó kalandja)
- Doolittle (Lerner–Loewe: My Fair Lady)
- Zsupán (Kálmán I.: Marica grófnő)
- Worthing John (Oscar Wilde: Bunbury)
- Francia király (Kacsóh Pongrác: János vitéz)
- Miska (Kálmán I.: A csárdáskirálynő)
- Tyukodi (Csurka István: Szék, ágy, szauna)
- Torkos (Zsolt Béla: Erzsébetváros)
- Sembrano (André Malraux: A remény)
- Beöthy László (Kellér A.–Békeffy I.–Kazimír K.: Bal négyes páholy)
- Hippolit Pavlovics (Bulgakov–Elbert J.–Kazimír K.: Színházi regény)
- Dr. Váradi Endre (Karinthy Ferenc: Házszentelő)
- Rozsnyai Sándor (Fedor Á.–Szilágyi Gy.–Rátonyi R.: Miss Arizona)
- Mihály (Harsányi Zsolt: A bolond Ásvayné)
- Furdebin (Feydeau: A női szabó)
- Musztafa bej (Ábrahám Pál: Bál a Savoyban)

## Főbb rendezései
- Kálmán Imre: A csárdáskirálynő
- Molnár Ferenc: A doktor úr
- Lajtai Lajos: A régi nyár
- Komjáthy K.: Ipafai lakodalom
- Hervé: Nebáncsvirág

## Filmszerepei

### Játékfilmek
- Kádár kontra Kerekes (1942)
- Szíriusz (1942) – Pincér az estélyen
- Forró mezők (1948) – Fiatalember
- Díszmagyar (1949) – Tamás
- Gázolás (1955) – Ágh Péter
- Játék a szerelemmel (1957) – Merkur
- Hattyúdal (1963)
- Meztelen diplomata (1963) – Wolfgang
- Nyáron egyszerű (1964)
- Minden kezdet nehéz 1-2. (1966)
- A tanú (1969)[6] – Operettszínész
- Fuss, hogy utolérjenek! (1972) – Sodomai
- Hét tonna dollár (1973) – Wilson úr
- Mélyvíz (1978)
- Szabadíts meg a gonosztól (1978) – Végvári T. Dezső
- Haladék (1980) – Virágh úr
- Álombrigád (1983)[7] – Narrátor (hang)
- Elcserélt szerelem (1983) – Tárnok
- Az élet muzsikája – Kálmán Imre (1984) – Színigazgató
- Redl ezredes 1-2. (1984) – Ullmann báró
- Hanussen (1988) – Gábor professzor
- Kék Duna keringő (1991) – Pénzember

### Tévéfilmek, televíziós sorozatok
- Egy, kettő, három (1959)
- Un Fair Lady (1966) – Duli Lipót
- Wer will's noch mal – Ein musikalisches Kaleidoskop (1966)
- Tánckongresszus (1966) – Felszólaló
- Az ember tragédiája (1969)
- Házasodj, Ausztria! (1970) – Kovács ezredes
- Pesti erkölcsök (1970) – Pletykaszakértő
- A képzelt beteg (1971) – Purgó
- Zenés TV Színház (1972-1986)

- Bob herceg (1972)
- Örökzöld fehérben feketében 1-2. (1974) – Málé Gyuri, a dobos
- Gül baba (1986) – Zülfikár
- Intőkönyvem története (1974) – Székely bácsi
- Állítsátok meg Arturo Uit! (1975)
- Beszterce ostroma (1976) – Jágovics
- Második otthonunk (1977-1978)
- Petőfi (1977) – Színigazgató (2 részben)
- A nagy ékszerész (1978)[8] – Színész
- Mednyánszky (1978) – Remacle, francia műtörténész
- Ingyenélők (1979) – Klimóczi
- Tiszteletem, főorvos úr (1979)
- Családi kör (1980)
- Ez a Józsi ez a Józsi (1980) – Alezredes
- Károly és a sült pulykák (1980, rövid tévéfilm)
- P. Howard. Írta: Rejtő Jenő (1981) – Morrison
- A világkagyló mítosza (1982) – Főisten
- Atlantisz (1982) – Főpap
- Bábel tornya (1982) – Bárat
- Ki ismeri őket, a nőket? (1983)
- Puskin utolsó napjai (1985)[9] – Heeckeren báró
- Szeszélyes évszakok (1987-1990)
- Csalással nem! (1989) – Simi bácsi
- Oktogon (1989) – Főpincér
- Kéz kezet mos (1990) – Lőrinc
- Síremlék – Pilinszky János színművének (1990) – Láthatatlan ember
- Hölgyek és urak (1991) – Professzor
- Razzia az Aranysasban (1991, rövid tévéjáték) – Parancsnok
- Tiszazug (1991) – Doktor
- Új Gálvölgyi Show (1991)

### Rajz- és bábfilmek
- Dugasz Matyi birodalma (1966) (hang)
- Kukori és Kotkoda II. (1971) – Török kakas (hang)
- Mézga Aladár különös kalandjai (1972) – További szereplők (hang)
- Mekk Elek, az ezermester (1973) – Fekete macska; Cirmos macska (+ Bodrogi Gyula) (hang)
- Mikrobi I. (1973) – Kaktuszok; Tripedita I. (hang)
- Kérem a következőt! II-III. (1974-1983) – Kacsa; Kos ügyvéd (hang)

### Műsorjátékok
- Feles Elek (Gyerekműsor)
- Nyári randevú Zentay Annával (TV film) – Közreműködő
- Nyolcvanéves Cecilia (TV film)
- A regény (TV film) közreműködő
- Zentay Anna emlékalbuma (TV film) – Közreműködő
- Csárdáskirálynő (1963) (TV film) – Bóni
- Szilveszter 20 éven felülieknek (1965) (TV film) – Konferanszié
- Plusz egy fő (1966) (TV film) közreműködő
- Szilveszter 1971 (1971) (TV film)
- Karagöz (1973) (TV film)
- Az ezeregyéjszaka meséi (1974) (TV film)

## Szinkronszerepei

### Filmek
| Év   | Cím                                                                   | Szereplő                                | Színész             | Szinkron év |
| ---- | --------------------------------------------------------------------- | --------------------------------------- | ------------------- | ----------- |
| 1933 | Alice Csodaországban                                                  | N/A                                     | N/A                 | 1976        |
| 1936 | Szajna-parti szerelem                                                 | N/A                                     | N/A                 | 1980        |
| 1939 | Óz, a csodák csodája (1. magyar szinkron)                             | Hunk / Madárijesztő                     | Ray Bolger          | 1960        |
| 1939 | Rafael, a tetovált                                                    | Rafael                                  | Fernandel           | 1974        |
| 1940 | A mi kis városunk                                                     | Mr. Morgan                              | Frank Craven        | 1977        |
| 1941 | Modern Pimpernel                                                      | Sir George Smith                        | Roland Pertwee      | 1979        |
| 1944 | Rettegett Iván I.                                                     | N/A                                     | N/A                 | 1964        |
| 1946 | Halálos ölelés (1. magyar szinkron)                                   | N/A                                     | N/A                 | 1980        |
| 1947 | Hurrá, tavasz!                                                        | Vasilij Ivanovics Bubencov              | Rosztyiszlav Pljatt | 1986        |
| 1948 | A repülő szekrény                                                     | Alfred Puc                              | Fernandel           | 1981        |
| 1949 | Gyémántvadászok (1. magyar szinkron)                                  | Frank Buck                              | Frank Buck          | 1990        |
| 1951 | Haláldűlő (1. magyar szinkron)                                        | Urbain Coindet                          | Fernandel           | 1974        |
| 1952 | A fehér sejk (1. magyar szinkron)                                     | Ivan Cavalli                            | Leopoldo Trieste    | 1962        |
| 1952 | Élni                                                                  | N/A                                     | N/A                 | 1976        |
| 1952 | Hölgy kaméliák nélkül                                                 | Rinaldi                                 | N/A                 | 1981        |
| 1953 | Bajbajutott gentleman                                                 | Henry Sterling                          | George Cole         | 1964        |
| 1953 | Kopogd le a fán!                                                      | Jerry Morgan / Morgan papa              | Danny Kaye          | 1973        |
| 1954 | Papa, mama, ő meg én (2. magyar szinkron)                             | N/A                                     | N/A                 | 1973        |
| 1954 | Volt egyszer egy király                                               | Öreg király                             | Jan Werich          | 1955        |
| 1955 | Az aranykezű férfi (1. magyar szinkron)                               | N/A                                     | N/A                 | 1992        |
| 1955 | Halló, itt Gabriella!                                                 | N/A                                     | N/A                 | 1956        |
| 1955 | Tizenhárman az asztalnál                                              | Antoine Villardier                      | Fernand Gravey      | 1963        |
| 1956 | 80 nap alatt a Föld körül (1. magyar szinkron)                        | Francia kocsis                          | Fernandel           | 1972        |
| 1956 | Akinek hiányzik egy kereke…                                           | Achille                                 | Dario Fo            | 1965        |
| 1956 | Fényes esküvő                                                         | Rendezvényszervező                      | Dan Tobin           | 1959        |
| 1956 | Főutca                                                                | N/A                                     | N/A                 | 1958        |
| 1957 | A mi kis családunk                                                    | N/A                                     | N/A                 | 1958        |
| 1957 | Casino de Paris                                                       | Alexandre Gordy                         | Vittorio De Sica    | 1973        |
| 1958 | Rendkívüli történet                                                   | N/A                                     | N/A                 | 1959        |
| 1959 | Ármány és szerelem                                                    | Kalb, udvarmester                       | Willi Schwabe       | 1960        |
| 1960 | Feltámadás                                                            | Ügyész                                  | Lev Zolotuhin       | 1962        |
| 1960 | Rutledge őrmester                                                     | Otis Fosgate ezredes                    | Willis Bouchey      | 1981        |
| 1961 | A megszökött falu                                                     | N/A                                     | N/A                 | 1961        |
| 1961 | Aladdin csodái                                                        | Varázsló                                | Raymond Bussières   | 1990        |
| 1961 | Fáklyásmenet                                                          | Marc-Antoine                            | Fernandel           | 1978        |
| 1961 | Törvény, kegyelem nélkül                                              | Rade                                    | Jean Desailly       | 1975        |
| 1962 | Ketten a túlvilágról                                                  | Pszichiáter                             | Miloš Kopecký       | 1963        |
| 1963 | Banánhéj (1. magyar szinkron)                                         | N/A                                     | N/A                 | 1974        |
| 1963 | Amerikai fogócska (1. magyar szinkron)                                | Leopold W. Gideon                       | Ned Glass           | 1980        |
| 1963 | Keressétek a bálványt!                                                | Műsorvezető                             | N/A                 | 1974        |
| 1963 | Sztriptízbár a Sohóban (1. magyar szinkron)                           | Harry                                   | Wilfrid Brambell    | 1978        |
| 1964 | A szex és a hajadon (1. magyar szinkron)                              | Frank Luther Broderick                  | Henry Fonda         | 1969        |
| 1964 | Hajrá, franciák!                                                      | José, Diana Dors ügynöke                | Ferdy Mayne         | 1975        |
| 1964 | Mary Poppins                                                          | Idősebb Mr. Dawes                       | Dick Van Dyke       | 1986        |
| 1966 | Családi ügy                                                           | Ezra Fitton                             | John Mills          | 1981        |
| 1966 | Egymillió karátos ötlet, avagy a Róka nyomában (1. magyar szinkron)   | Tony Powell                             | Victor Mature       | 1978        |
| 1966 | Sógorom, a zugügyvéd (2. magyar szinkron)                             | Kincaid ügyvéd                          | Lauren Gilbert      | 1976        |
| 1968 | Serafino                                                              | N/A                                     | N/A                 | 1982        |
| 1970 | Ki lesz a következő?                                                  | Sir Bogumil                             | Albert Lieven       | 1974        |
| 1971 | Francia kapcsolat                                                     | Árverésvezető                           | Robert Weil         | 1980        |
| 1971 | Hideg pulyka (1. magyar szinkron)                                     | Merwin Wren                             | Bob Newhart         | 1973        |
| 1971 | Sacco és Vanzetti                                                     | Állampolgárságról kérdező felügyelő     | N/A                 | 1972        |
| 1971 | Szentivánéji álom                                                     | N/A                                     | N/A                 | 1978        |
| 1971 | Twiggy, a sztár                                                       | Max Mandeville / Lord Hubert Brockhurst | Max Adrian          | 1982        |
| 1972 | A jelölt                                                              | John J. McKay                           | Melvyn Douglas      | 1983        |
| 1972 | Feleségem kalandjai (2. magyar szinkron)                              | N/A                                     | N/A                 | 1976        |
| 1972 | Paul és Paula                                                         | Reifen-Saft                             | Fred Delmare        | 1988        |
| 1972 | Saint Tropezba költöztünk                                             | Mesélő (hang)                           | N/A                 | 1973        |
| 1972 | San Francisco utcáin – I/8. rész: Emberáradatban (1. magyar szinkron) | Wally Sensibaugh                        | David Wayne         | 1979        |
| 1973 | Csak semmi szexet, kérem, angolok vagyunk (1. magyar szinkron)        | Paul felügyelő                          | David Swift         | 1974        |
| 1973 | Oklahoma olaja                                                        | Ügyvéd                                  | Woodrow Parfrey     | 1981        |
| 1973 | Thriller – I/5. rész: A vér színe (1. magyar szinkron)                | Graham                                  | Geoffrey Chater     | 1984        |
| 1973 | Tony Arzenta (1. magyar szinkron)                                     | Nick Gusto                              | Richard Conte       | 1989        |
| 1974 | Gyorsított eljárás                                                    | Utas a taxiban                          | N/A                 | 1975        |
| 1974 | Hogyan fojtsuk vízbe, avagy kétéltűek tündöklése és bukása            | Wassermann                              | Miloš Kopecký       | 1976        |
| 1974 | Kaspar Hauser                                                         | N/A                                     | N/A                 | 1986        |
| 1974 | Musical múzeum                                                        | Donald O’Connor                         | Donald O’Connor     | 1986        |
| 1974 | Olaszok hihetetlen kalandjai Leningrádban                             | Antonio Lo Mazzo                        | Alighiero Noschese  | 1975        |
| 1974 | Pénzt vagy életet! (1. magyar szinkron)                               | Sidney Buckland                         | Freddie Jones       | 1976        |
| 1974 | Pokoli torony                                                         | Harlee Claiborne                        | Fred Astaire        | 1988        |
| 1975 | Aki úrrá lesz a bajon                                                 | N/A                                     | N/A                 | 1978        |
| 1975 | Leopold, akit nagyon szeretnek                                        | Monsieur Ponce                          | Jean Topart         | 1978        |
| 1975 | Monty Python: Gyalog galopp                                           | Történész                               | John Young          | 1977        |
| 1976 | A jónevű senki, avagy a stróman                                       | Színész a tévéjátékban                  | N/A                 | 1978        |
| 1976 | A Lerouge-ügy                                                         | Lerouge                                 | Helmut Brasch       | 1989        |
| 1976 | A vörös plakát                                                        | N/A                                     | N/A                 | 1978        |
| 1976 | Akiket a forró szenvedély hevít                                       | Ügyvéd                                  | Fernando Cerulli    | 1978        |
| 1976 | Flor asszony és két férje (1. magyar szinkron)                        | N/A                                     | N/A                 | 1982        |
| 1976 | Kiköpött apja                                                         | N/A                                     | N/A                 | 1991        |
| 1977 | Tom és Julie                                                          | N/A                                     | N/A                 | 1981        |
| 1979 | Tau bácsi – Égiriadó (1. magyar szinkron)                             | Málek felügyelő                         | Vlastimil Brodský   | 1981        |
| 1980 | Amit tudni kell a győzelemről                                         | Arthur                                  | George Cole         | 1989        |
| 1980 | Én és Caterina                                                        | Arturo                                  | Rossano Brazzi      | 1982        |
| 1980 | Nem én voltam                                                         | N/A                                     | N/A                 | 1986        |
| 1981 | Ne játssz a tűzzel!                                                   | Olderisi admirális                      | Riccardo Garrone    | 1991        |
| 1982 | Gandhi                                                                | Kormányzati ügyész                      | Geoffrey Chater     | 1984        |
| 1984 | Add át üdvözletem a Broad Streetnek                                   | Jim                                     | Ralph Richardson    | 1990        |
| 1984 | Az élet megy tovább (1. magyar szinkron)                              | N/A                                     | N/A                 | 1991        |
| 1984 | Egyetlen tanú                                                         | Arthur Daley                            | George Cole         | 1989        |
| 1984 | Indiana Jones és a végzet temploma (1. magyar szinkron)               | Sámán                                   | D. R. Nanayakkara   | 1989        |
| 1984 | Nincs kettő négy nélkül                                               | Titkár                                  | Fernando Amaral     | 1986        |
| 1984 | Rigócsőr királyfi                                                     | N/A                                     | N/A                 | 1987        |
| 1985 | Tex és a mélység ura                                                  | Madua, indián törzsfőnök                | N/A                 | 1987        |
| 1985 | Őrangyal az Orient Expresszen                                         | Arthur Daley                            | George Cole         | 1988        |
| 1986 | Delta kommandó (1. magyar szinkron)                                   | David Rosovsky                          | Yehuda Efroni       | 1991        |
| 1986 | Egy ház Londonban (1. magyar szinkron)                                | George Martin                           | Maurice Denham      | 1991        |
| 1986 | Köszönöm, Miss Jones!                                                 | Igazgató                                | Alan Judd           | 1988        |
| 1986 | Látogatás Játékországban                                              | Barnie                                  | Richard Mulligan    | 1991        |
| 1986 | Miss Marple történetei 07.: A Bertram Szálló (1. magyar szinkron)     | N/A                                     | N/A                 | 1988        |
| 1987 | A király új ruhája                                                    | Miniszterelnök                          | Clive Revill        | 1991        |
| 1988 | Bluegrass                                                             | N/A                                     | N/A                 | 1991        |
| 1988 | Roger nyúl a pácban                                                   | Donald kacsa (hang)                     | Tony Anselmo        | 1989        |
| 1989 | A sógun árnyéka (1. magyar szinkron)                                  | Hotta Maszatosi                         | Maja Takesi         | 1989        |
| 1989 | Tango és Cash                                                         | Yves Perret                             | Jack Palance        | 1990        |
| 1990 | Ahová lépek, szörny terem (1. magyar szinkron)                        | Walter Chang                            | Victor Wong         | 1990        |
| 1990 | Túlvilági papa                                                        | Sir Edith Moser                         | Ian Bannen          | 1991        |
| 1991 | Oscar                                                                 | Fecsegő Charlie                         | Eddie Bracken       | 1991        |

### Sorozatok
| Év   | Cím                                           | Szereplő                                               | Színész                      | Szinkron év |
| ---- | --------------------------------------------- | ------------------------------------------------------ | ---------------------------- | ----------- |
| 1977 | Offenbach bolondozásai 1–6.                   | Jacques Offenbach                                      | Michel Serrault              | 1982        |
| 1978 | Tau bácsi III.                                | Málek                                                  | Vlastimil Brodský            | 1983        |
| 1979 | Forró szél                                    | Zivoral „Malacka” (4. részben)Bob barátja (7. részben) | Dragoljub Milosavljevic-Gula | 1984        |
| 1982 | Nagyon különleges ügyosztály I.               | Dudu                                                   | Al Ruscio                    | 1984        |
| 1984 | A szerencselovag                              | Garniere                                               | Hans Häckermann              | 1986        |
| 1989 | Mesék a kriptából I/1–3. (1. magyar szinkron) | Kriptaőr (hang)                                        | John Kassir                  | 1990        |

### Muppet Show
| Év   | Évad | Epizód | Epizódcím                            | Szereplő               | Szinkronhang | Szinkron év |
| ---- | ---- | ------ | ------------------------------------ | ---------------------- | ------------ | ----------- |
| 1977 | 2    | 16     | Cleo Laine                           | Dr. Julius Strangepork | Jerry Nelson | 1982        |
| 1978 | 3    | 14     | Harry Belafonte (1. magyar szinkron) | Dr. Julius Strangepork | Jerry Nelson | 1981        |
| 1978 | 3    | 24     | Cheryl Ladd                          | Dr. Julius Strangepork | Jerry Nelson | 1984        |
| 1979 | 4    | 7      | Dudley Moore (1. magyar szinkron)    | Dr. Julius Strangepork | Jerry Nelson | 1983        |
| 1979 | 4    | 9      | Beverly Sills                        | Dr. Julius Strangepork | Jerry Nelson | 1985        |
| 1979 | 4    | 14     | Liza Minnelli (1. magyar szinkron)   | Dr. Julius Strangepork | Jerry Nelson | 1981        |
| 1979 | 4    | 24     | Diana Ross (1. magyar szinkron)      | Dr. Julius Strangepork | Jerry Nelson | 1983        |
| 1980 | 5    | 1      | Gene Kelly (1. magyar szinkron)      | Dr. Julius Strangepork | Jerry Nelson | 1983        |

### Rajz- és bábfilmek
| Év   | Cím                                                            | Szereplő                    | Szinkronhang       | Szinkron év |
| ---- | -------------------------------------------------------------- | --------------------------- | ------------------ | ----------- |
| 1939 | Gulliver utazásai (1. magyar szinkron)                         | Gabby                       | Pinto Colvig       | 1963        |
| 1949 | Hamupipőke                                                     | Ajtónálló                   | Don Barclay        | 1958        |
| 1960 | 101 kiskutya (1. magyar szinkron)                              | Tibs őrmester               | David Frankham     | 1964        |
| 1969 | Aladdin és a csodalámpa                                        | Aladdin fekete szolgája     | N/A                | 1970        |
| 1973 | Panda Maci kalandjai                                           | Gróf                        | Janami Dzsódzsi    | 1983        |
| 1974 | Visszatérés Óz földjére                                        | Madárijesztő                | Mickey Rooney      | 1976        |
| 1975 | A kis hableány                                                 | Komornyik                   | N/A                | 1977        |
| 1976 | Csizmás Kandúr a világ körül                                   | Vendég                      | N/A                | 1978        |
| 1976 | Hupikék törpikék és a csodafurulya (2. magyar szinkron)        | Furfangusz mester / Omniapó | Henri Crémieux     | 1988        |
| 1977 | Márton, a foltozóvarga                                         | Sztephanovics               | Russ Fast          | 1989        |
| 1977 | Tapsi Hapsi – Húsvéti különkiadás                              | Clarence (archív felvétel)  | Mel Blanc          | 1986        |
| 1978 | Mackó Misi a világűrben                                        | Varázsló                    | N/A                | 1979        |
| 1979 | Münchhausen báró csodálatos kalandjai (1. magyar szinkron)     | Münchhausen báró            | Dominique Paturel  | 1981        |
| 1983 | A szeleniták titka, avagy utazás a Holdra (1. magyar szinkron) | Münchhausen báró            | Dominique Paturel  | 1983        |
| 1983 | Tömlöcök és sárkányok – I/10. rész: A varázsdoboz              | Sárkánymester               | Sidney Miller      | 1991        |
| 1984 | Hupikék törpikék és Törpicur                                   | Furfangusz mester / Omniapó | Jack Angel         | 1988        |
| 1984 | Kásás köcsög                                                   | Karl Hagenbak               | Jevgenyij Vesznyik | 1989        |
| 1984 | Tömlöcök és sárkányok – II/1. rész: A jövőbelátó lány          | Sárkánymester               | Sidney Miller      | 1991        |
| 1986 | Rob Roy                                                        | Montrose herceg             | N/A                | 1992        |
| 1989 | A brémai muzsikusok                                            | Konferáló a versenyen       | N/A                | 1990        |
| 1989 | A kis hableány                                                 | Grimsby                     | Ben Wright         | 1990        |

### Rajzfilmsorozatok
| Év        | Cím                                                     | Szereplő                    | Szinkronhang    | Szinkron év |
| --------- | ------------------------------------------------------- | --------------------------- | --------------- | ----------- |
| 1963      | Magilla Gorilla show 1–12.                              | N/A                         | N/A             | 1971        |
| 1968      | Flúgos futam (1. magyar szinkron)                       | Riporter                    | Dave Willock    | 1972        |
| 1969      | A rózsaszín párduc show I. (1. magyar szinkron)         | Vadász                      | Paul Frees      | 1986        |
| 1969      | Süsü keselyűk (1. magyar szinkron)                      | Narrátor                    | Don Messick     | 1973        |
| 1976      | Jamie és a csodalámpa I. (1. magyar szinkron)           | Füligláb nyúl               | Brian Trueman   | 1979        |
| 1978      | Jamie és a csodalámpa II.                               | Füligláb nyúl               | Brian Trueman   | 1985        |
| 1979      | Don Quijote de la Mancha (1. magyar szinkron)           | N/A                         | N/A             | 1984        |
| 1981      | Könyvek könyve I.                                       | Gizmo, a robot              | Billie Lou Watt | 1992        |
| 1983-1985 | Hupikék törpikék III–V.                                 | Furfangusz mester / Omniapó | Jack Angel      | 1991-1992   |
| 1985      | Az elsüllyedt világok I.                                | Zsebpiszok                  | Claude Dasset   | 1988        |
| 1986      | Egyszer volt… az élet (1. magyar szinkron)              | Tenyő / MelákBaktériumvezér | Alain Dorval    | 1990        |
| 1986      | Hupikék törpikék VI.                                    | Furfangusz mester / Omniapó | Jack Angel      | 1989-1992   |
| 1987-1989 | Tini nindzsa teknőcök I–III.                            | Szecska mester (57 részben) | Peter Renady    | 1991-1992   |
| 1989      | Chip és Dale – A Csipet Csapat II. (1. magyar szinkron) | Clyde Cosgrove              | Jim Cummings    | 1991        |

## Hangjátékok
- Dénes Tibor: Börtönvirágok (1947)
- Thurzó Gábor: Békebeli primadonna (1947)
- Gács László - Harsányi Béla: Zenés séta Moszkvában (1948)
- Lévai Endre: Hangok varázslója (1948)
- Szász Péter: Eggyel többen vagyunk (1949)
- László Miklós: Öt ajándék (1951)
- Mark Twain: Utazás a Nagy Folyón (1952)
- Vajko: Gyorsfénykép - Vidám balatoni utazás (1953)
- Hajdú Júlia: Ki a ludas? (1954)
- Kristóf Károly: Szép juhászné (1954)
- Bajor Andor: Cincogó Felicián (1961)
- Aziz Neszin: Törököt fogtunk!...(1963)
- Egner, Thorbjorn: Három rabló (1964)
- Mirodan, Alain: Lélekfelelős (1964)
- Füst - Vidám zenés műsor a dohányzásról (1966)
- Imre Gábor-Bojcsuk, Vladimir: Hotel Atom (1966)
- Tordon Ákos: Csókaréti majális (1967)
- Kaposy Miklós-Mike Klári: A sanzon Magyarországon (1968)
- Molière: Úrhatnám polgár (1973)
- Csukás István: Utazás a szempillám mögött (1975)
- Kazarosz Aghajan: Anahit (1978)
- Alice csodaországban (1979) – Bolond Kalapos
- Feleki László: Világtörténeti panasziroda (1981)
- Karc: 1981. nyári kiadás (1981)
- Kamarás István: Bulányvölgyi állomások (1984)
- Csetényi Anikó: Az eltérített télapó (1988)
- G. Szabó Judit: Hajszál híján tündérkirálynő a nagymamám (1988)
- Kaverin, Venyjamin: Verlioka (1989)
- Neszin, Aziz: Hogyan harcoltam a demokráciáért (1989)

## Drámája

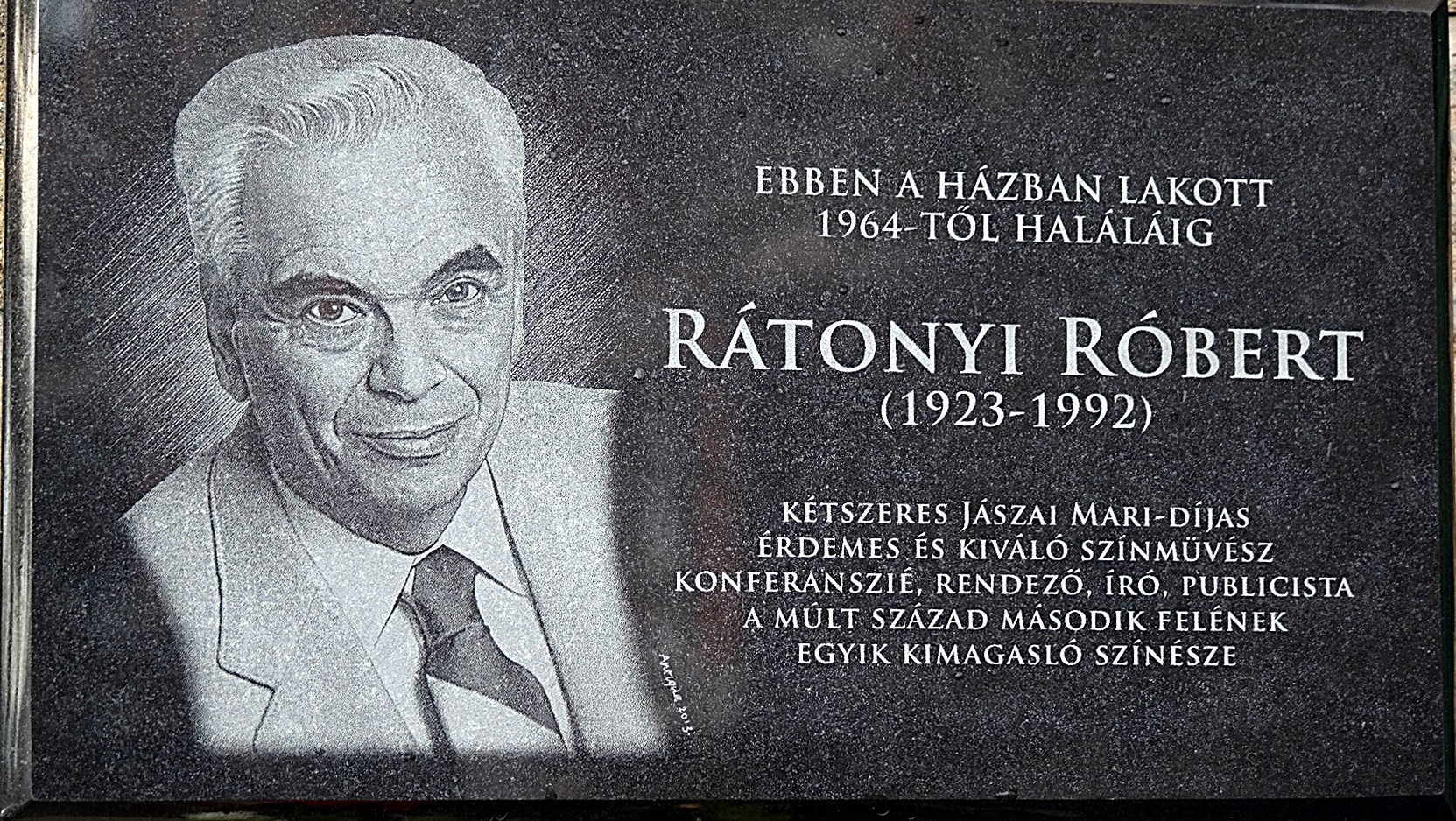
Emléktáblája:
II. kerület, Alsó Törökvész út 9.

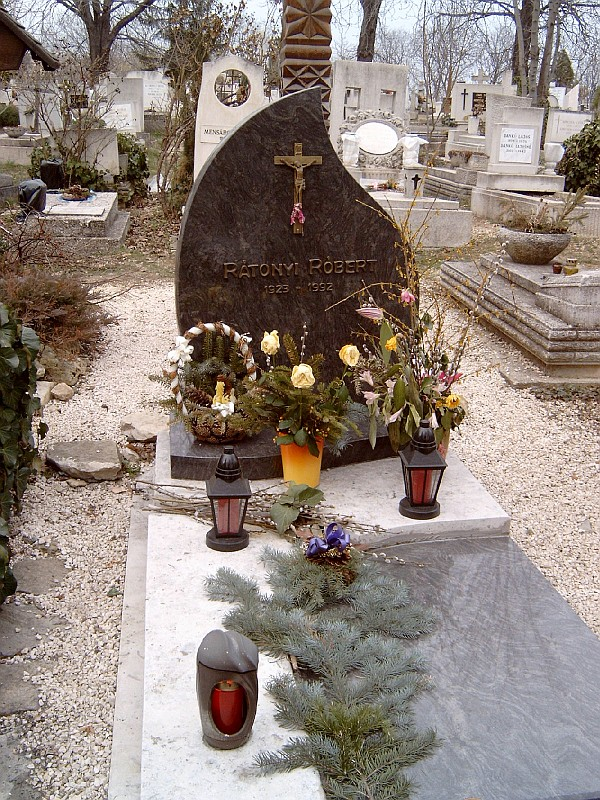
Sírja Budapesten. Farkasréti temető: 25-4-18/1.

- Miss Arizona (1981)

## Könyvei
- Fejvadászat; karikatúrák Kallus László, anekdoták Rátonyi Róbert; Kossuth Ny., Budapest, 1967 (Kozmosz könyvek)
- Az operett csillagai (1967)
- Ne vegyék komolyan! (1971)
- Akiket én szeretek (1983)
- Operett I–II. (1984)
- Szeretném, ha nevetnének (1985)
- Mulató a Nagymező utcában (1987)
- Kétszáz kedvenc közelről, Budapest, HungariaSport,1988 ISBN 963 7543 91 0
- A botrányos Malom. A százéves párizsi Moulin Rouge regénye; ill. Vogel Eric; Hungariasport, Budapest, 1989
- Mindent bele! Vidám történetek híres emberekről; ill. Vogel Eric; ILK, Budapest, 1989 (A Füles mellényzsebkönyvtára)
- A Gálvölgyi; Hungariasport, Budapest, 1990
- Gálvölgyi / Rátonyi Róbert: A Gálvölgyi / Bóta Gábor: Gálvölgyi; Hungalibri, Budapest, 2002

## Díjai, elismerései
- Jászai Mari-díj (1956, 1961)
- Érdemes művész (1964)
- Munka Érdemrend Arany fokozata (1983)
- Kiváló művész (1985)
- A Budapesti Operettszínház örökös tagja (1991)
- A Magyar Köztársasági Érdemrend kiskeresztje (1992)
- Emberi Hang díj (2021) /posztumusz/

## Származása
| Rátonyi Róbert (Budapest, 1923. febr. 18.– Budapest, 1992. okt. 8.) | Reisz Lajos (Budapest, 1894. máj. 18.– ?) tőzsdebizományos | Reisz Dávid (Császár, 1863– Budapest, 1949. dec. 19.) szatócs, fűszerkereskedő        | Reisz Herman szabó                                                                    |
| Rátonyi Róbert (Budapest, 1923. febr. 18.– Budapest, 1992. okt. 8.) | Reisz Lajos (Budapest, 1894. máj. 18.– ?) tőzsdebizományos | Reisz Dávid (Császár, 1863– Budapest, 1949. dec. 19.) szatócs, fűszerkereskedő        | Reich Júlia                                                                           |
| Rátonyi Róbert (Budapest, 1923. febr. 18.– Budapest, 1992. okt. 8.) | Reisz Lajos (Budapest, 1894. máj. 18.– ?) tőzsdebizományos | Reisz Rozália (Vágvecse, 1859. okt. 20.– Budapest, 1932. febr. 13.)                   | Reisz Mihály fa-ügynök                                                                |
| Rátonyi Róbert (Budapest, 1923. febr. 18.– Budapest, 1992. okt. 8.) | Reisz Lajos (Budapest, 1894. máj. 18.– ?) tőzsdebizományos | Reisz Rozália (Vágvecse, 1859. okt. 20.– Budapest, 1932. febr. 13.)                   | Steiner Regina (1824– Budapest, 1910. jún. 5.)                                        |
| Rátonyi Róbert (Budapest, 1923. febr. 18.– Budapest, 1992. okt. 8.) | Bronner Stefánia Anna (Budapest, 1891. aug. 18. – ?)       | Bronner Miksa (Harkabúz, 1863. jan. 11.– Budapest, 1927. jún. 24.) kávéház-tulajdonos | Bronner Ábrahám (Adolf) (kb. 1832– Budapest, 1906. jún. 22.)                          |
| Rátonyi Róbert (Budapest, 1923. febr. 18.– Budapest, 1992. okt. 8.) | Bronner Stefánia Anna (Budapest, 1891. aug. 18. – ?)       | Bronner Miksa (Harkabúz, 1863. jan. 11.– Budapest, 1927. jún. 24.) kávéház-tulajdonos | Rosenfeld Katalin (Turdossin, kb. 1833– Budapest, 1897. febr. 14.)                    |
| Rátonyi Róbert (Budapest, 1923. febr. 18.– Budapest, 1992. okt. 8.) | Bronner Stefánia Anna (Budapest, 1891. aug. 18. – ?)       | Janoviczky Amália Borbála (Körmöcbánya, 1857. nov. 29.– Budapest, 1935. jan. 14.)     | Janoviczky Alajos (Körmöcbánya, 1811. márc. 2.– Körmöcbánya, 1863. aug. 24.) pénzverő |
| Rátonyi Róbert (Budapest, 1923. febr. 18.– Budapest, 1992. okt. 8.) | Bronner Stefánia Anna (Budapest, 1891. aug. 18. – ?)       | Janoviczky Amália Borbála (Körmöcbánya, 1857. nov. 29.– Budapest, 1935. jan. 14.)     | Zorkovszky Borbála (Körmöcbánya, 1824. dec. 1.– ?)                                    |